# 栃木市警察
栃木市警察（とちぎしけいさつ）は、かつて存在した栃木県栃木市の自治体警察。

## 概要
旧警察法施行で、従来の栃木県警察部が解体され、1948年（昭和23年）3月7日に栃木市警察署が設置された。
その後、1954年（昭和29年）に、旧警察法が全面改正されて新警察法が公布された。これにより国家地方警察と自治体警察が廃止され、新たに都道府県警察として栃木県警察本部が発足。栃木市警察も栃木県警察に統合され、姿を消した。